# Hermann Wegscheider
Hermann Wegscheider (* 26. März 1880 in Wank; † 18. Mai 1941 im KZ Flossenbürg) war ein Füssener Arbeiter, der als Opfer des Nationalsozialismus im KZ Flossenbürg starb.

## Leben
Hermann Wegscheider wurde 1880 in Wank bei Nesselwang als Sohn eines Wegmachers geboren. Mit seinem Vater zog er nach Füssen, als dieser Arbeit bei den dortigen Hanfwerken fand. Wegscheider erlernte zunächst das Bäckerhandwerk, arbeitete dann aber ebenfalls bei den Hanfwerken. Zusammen mit einem Freund plante er, in die Vereinigten Staaten auszuwandern, angeblich erhielt er dafür Geld vom Stadtpfarrer. Die beiden reisten ab, gaben jedoch ihr Geld schon vor der Einschiffung aus und kehrten mittellos zurück. 1897 sollen sie ein zweites Mal Geld erhalten haben und diesmal gelang dem 17-Jährigen die Auswanderung. Er blieb dort zehn Jahre und erwarb 1904 die US-Staatsbürgerschaft.
Um 1907 kehrte er nach Deutschland zurück und sollte dort Wehrdienst leisten. Er verreiste zunächst in die Schweiz, zog dann nach Frankfurt am Main, wo seine Mutter lebte, und arbeitete dort. Angeblich konnte er den Kriegsdienst vermeiden, indem er sich als US-Bürger auswies. Er heiratete Marie Reiser und verwendete 1922 das Geld aus kleineren Erbschaften, um ein Haus an der heutigen Floßergasse 11 in Füssen zu erwerben. Die Familie hielt Kleinvieh, Schweine und zeitweise ein Pony für Lohnfuhren.
In den 1920er Jahren wurde Wegscheider Mitglied in der KPD. Einen Kommunismus sowjetischer Prägung lehnte er jedoch ab. Er war bekannt für leidenschaftliche politische Wirtshausdiskussionen, die gelegentlich auch in Schlägereien ausarteten. Auch nach der Machtübernahme der Nationalsozialisten machte er aus seiner Gegnerschaft zu den neuen Machthabern nur wenig Hehl. Zum Verhängnis wurde ihm wohl, dass er in den Hanfwerken, wo er inzwischen wieder arbeitete, ein Hitlerbild mit der Bemerkung entfernte, es habe jetzt lange genug dort gehangen. Bald darauf wurde er verhaftet und zunächst ein halbes Jahr im Gefängnis im Hohen Schloss inhaftiert. 1939 wurde er ins KZ Sachsenhausen verbracht, bald danach ins KZ Flossenbürg, wo er unter unmenschlichen Bedingungen im Steinbruch arbeiten musste und 1941 vermutlich an körperlicher Auszehrung starb.

## Gedenken

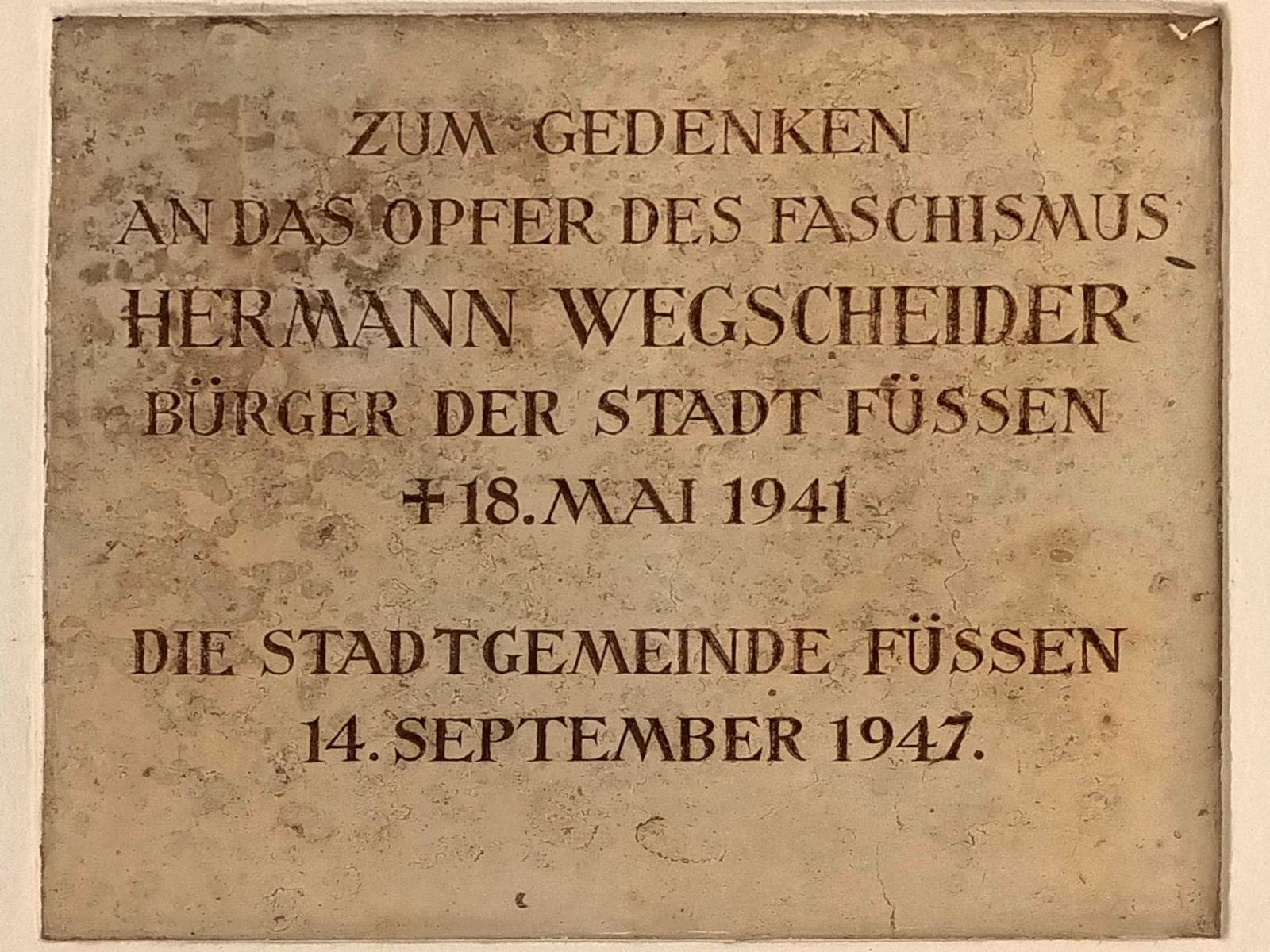
Gedenktafel auf dem Waldfriedhof Füssen

1947 brachte die Stadt Füssen im Arkadengang der Aussegnungshalle des Füssener Waldfriedhofs eine Gedenktafel für Hermann Wegscheider an. Im Füssener Stadtteil Weidach wurde der Wegscheiderweg nach ihm benannt.